# Tweede Kamerverkiezingen in het kiesdistrict Deventer (1888-1918)

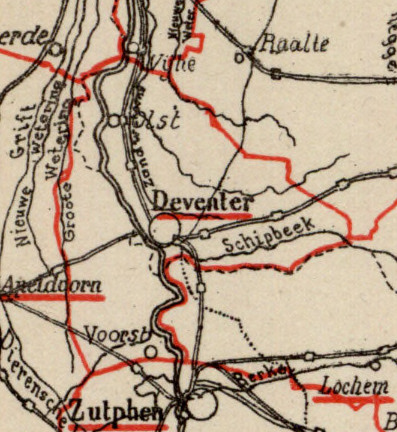
Kiesdistrict Deventer (1888)

Tweede Kamerverkiezingen in het kiesdistrict Deventer (1888-1918) geeft een overzicht van verkiezingen voor de Nederlandse Tweede Kamer in het kiesdistrict Deventer in de periode 1888-1918.
Het kiesdistrict Deventer was al ingesteld in 1848. De indeling van het kiesdistrict werd gewijzigd na de grondwetsherziening van 1887; tevens werd het kiesdistrict toen omgezet in een enkelvoudig district. Tot het kiesdistrict behoorden vanaf dat moment de volgende gemeenten: Bathmen, Deventer, Diepenveen, Olst en Voorst.
Het kiesdistrict Deventer vaardigde in dit tijdvak per zittingsperiode één lid af naar de Tweede Kamer.
Legenda
- cursief: in de eerste verkiezingsronde geëindigd op de eerste of tweede plaats, en geplaatst voor de tweede ronde;
- vet: gekozen als lid van de Tweede Kamer.

## 6 maart 1888
De verkiezingen werden gehouden na vervroegde ontbinding van de Tweede Kamer.
|                                 | 6 maart |
| ------------------------------- | ------- |
| Kiesgerechtigden                | 2.825   |
| Opkomst                         | 2.080   |
| Geldige stemmen                 | 2.069   |
| Blanco stemmen                  | 7       |
| Kandidaten                      |         |
| A. van Delden                   | 1.397   |
| C. van Hövell                   | 575     |
| A. Schimmelpenninck van der Oye | 91      |

## 9 juni 1891
De verkiezingen werden gehouden na ontbinding van de Tweede Kamer.
|                  | 9 juni |
| ---------------- | ------ |
| Kiesgerechtigden | 2.953  |
| Opkomst          | 1.864  |
| Geldige stemmen  | 1.853  |
| Blanco stemmen   | 9      |
| Kandidaten       |        |
| A. van Delden    | 1.311  |
| J.H.A.M. Essink  | 380    |
| F.G. van Marle   | 141    |

## 10 april 1894
De verkiezingen werden gehouden na vervroegde ontbinding van de Tweede Kamer.
|                  | 10 april |
| ---------------- | -------- |
| Kiesgerechtigden | 2.980    |
| Opkomst          | 2.178    |
| Geldige stemmen  | 2.164    |
| Blanco stemmen   | 7        |
| Kandidaten       |          |
| A. van Delden    | 1.405    |
| J. Stoffel       | 751      |

## 15 juni 1897
De verkiezingen werden gehouden na ontbinding van de Tweede Kamer.
|                    | 15 juni | 25 juni |
| ------------------ | ------- | ------- |
| Kiesgerechtigden   | 6.697   | 6.697   |
| Opkomst            | 5.990   | 5.538   |
| Geldige stemmen    | 5.941   | 5.504   |
| Blanco stemmen     | 49      | 34      |
| Kandidaten         |         |         |
| J. Stoffel         | 1.643   | 3.248   |
| A. van Delden      | 2.216   | 2.256   |
| H.J.A.M. Schaepman | 1.355   |         |
| J.W. Koer          | 458     |         |
| T. van der Zee     | 269     |         |

## 15 februari 1898
Jan Stoffel, gekozen bij de verkiezingen van 15 en 25 juni 1897, trad op 15 januari 1898 af om persoonlijke redenen. Om in de ontstane vacature te voorzien werd een tussentijdse verkiezing gehouden.
|                        | 15 februari | 22 februari |
| ---------------------- | ----------- | ----------- |
| Kiesgerechtigden       | 6.697       | 6.697       |
| Opkomst                | 5.304       | 5.699       |
| Geldige stemmen        | 5.261       | 5.654       |
| Blanco stemmen         | 43          | 45          |
| Kandidaten             |             |             |
| A. van Delden          | 1.850       | 3.425       |
| T. Heemskerk           | 1.790       | 2.229       |
| J. van Loenen Martinet | 1.621       |             |

## 30 november 1898
Albertus van Delden, gekozen bij de verkiezingen van 15 en 22 februari 1898, overleed op 8 november 1898. Om in de ontstane vacature te voorzien werd een tussentijdse verkiezing gehouden.
|                        | 30 november | 7 december |
| ---------------------- | ----------- | ---------- |
| Kiesgerechtigden       | 6.451       | 6.451      |
| Opkomst                | 4.235       | 4.929      |
| Geldige stemmen        | 4.200       | 4.870      |
| Blanco stemmen         | 35          | 59         |
| Kandidaten             |             |            |
| W.H. de Beaufort       | 2.091       | 2.889      |
| J. van Loenen Martinet | 1.209       | 1.981      |
| R.E.W. van Weede       | 417         |            |
| W.H. Vliegen           | 376         |            |
| G.J. Bieleman          | 107         |            |

## 30 mei 1900
Willem de Beaufort, gekozen bij de verkiezingen van 30 november en 7 december 1898, overleed op 18 april 1900. Om in de ontstane vacature te voorzien werd een tussentijdse verkiezing gehouden.
|                  | 30 mei |
| ---------------- | ------ |
| Kiesgerechtigden | 6.261  |
| Opkomst          | 3.708  |
| Geldige stemmen  | 3.678  |
| Blanco stemmen   | 30     |
| Kandidaten       |        |
| H.P. Marchant    | 2.860  |
| S. van Houten    | 818    |

## 14 juni 1901
De verkiezingen werden gehouden na ontbinding van de Tweede Kamer.
|                      | 14 juni |
| -------------------- | ------- |
| Kiesgerechtigden     | 6.527   |
| Opkomst              | 3.860   |
| Geldige stemmen      | 3.804   |
| Blanco stemmen       | 56      |
| Kandidaten           |         |
| H.P. Marchant        | 2.892   |
| P.W. van der Sleyden | 912     |

## 16 juni 1905
De verkiezingen werden gehouden na ontbinding van de Tweede Kamer.
|                  | 16 juni |
| ---------------- | ------- |
| Kiesgerechtigden | 7.454   |
| Opkomst          | 6.476   |
| Geldige stemmen  | 6.415   |
| Blanco stemmen   | 61      |
| Kandidaten       |         |
| H.P. Marchant    | 3.846   |
| T. Heemskerk     | 2.347   |
| F. van der Goes  | 222     |

## 11 juni 1909
De verkiezingen werden gehouden na ontbinding van de Tweede Kamer.
|                  | 11 juni |
| ---------------- | ------- |
| Kiesgerechtigden | 7.740   |
| Opkomst          | 5.995   |
| Geldige stemmen  | 5.900   |
| Blanco stemmen   | 95      |
| Kandidaten       |         |
| H.P. Marchant    | 2.999   |
| P.J.M. Aalberse  | 1.806   |
| H. Smissaert     | 883     |
| N. van Hinte     | 212     |

## 17 juni 1913
De verkiezingen werden gehouden na ontbinding van de Tweede Kamer.
|                    | 17 juni |
| ------------------ | ------- |
| Kiesgerechtigden   | 8.431   |
| Opkomst            | 6.814   |
| Geldige stemmen    | 6.744   |
| Blanco stemmen     | 70      |
| Kandidaten         |         |
| H.P. Marchant      | 3.573   |
| J.C. van Haersolte | 2.236   |
| A.H. Gerhard       | 935     |

## 15 juni 1917
De verkiezingen werden gehouden na ontbinding van de Tweede Kamer.
|                  | 15 juni |
| ---------------- | ------- |
| Kiesgerechtigden | 9.572   |
| Opkomst          | 4.714   |
| Geldige stemmen  | 4.646   |
| Blanco stemmen   | 68      |
| Kandidaten       |         |
| H.P. Marchant    | 3.121   |
| J. Stoffel       | 1.525   |

## Opheffing
De verkiezing van 1917 was de laatste verkiezing voor het kiesdistrict Deventer. In 1918 werd voor verkiezingen voor de Tweede Kamer overgegaan op een systeem van evenredige vertegenwoordiging met kandidatenlijsten van politieke partijen.